# Ojciec (singel)
Ojciec – wydany w październiku 2013 r. singel projektu rodzinnego Waglewski Fisz Emade, zapowiadający album pt. Matka, Syn, Bóg.

## Notowania
| Lista                      | Pozycja |
| -------------------------- | ------- |
| Lista Przebojów Programu 3 | 1       |
| UWUEMKA                    | 9       |